# Anthemiphyllia patera costata
Sous-espèce
Anthemiphyllia patera costata Cairns, 1999, est une sous-espèce de corail appartenant à la famille des Anthemiphylliidae. Anthemiphyllia patera costata Cairns, 1999 est une sous-espèce d'Anthemiphyllia patera Pourtalès, 1878.

## Habitat et répartition
On trouve ce corail dans l'océan Pacifique centre à partir de 320 m et jusqu'à 700 m de profondeur ou de 320 m et jusqu'à 707,5 m de profondeur. Il vit dans des eaux dont la température est comprise entre 5,47 °C et 15,2 °C.